# Cantonul Saint-Esprit
Cantonul Saint-Esprit este un canton din arondismentul Le Marin, Martinica, Franța.

## Comune
| Comune       | Populație (1999) | Cod poștal | Cod INSEE |
| ------------ | ---------------- | ---------- | --------- |
| Saint-Esprit | 9.190            | 97270      | 97223     |